# オサキ

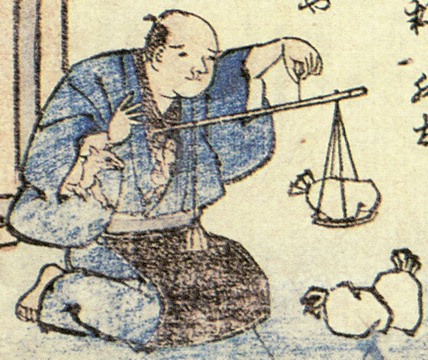
竜斎閑人正澄画『狂歌百物語』より「尾崎狐」。秤を持つ男の懐や右袖の下からオサキが顔を覗かせている。

オサキ（尾先、尾裂、御先、尾崎）は、日本に伝わるキツネの憑き物。オサキギツネ（尾先狐、尾裂狐、御先狐、尾崎狐）ともいう。

## 概要
関東地方の一部の山村で行われる俗信であり、埼玉県秩父地方、東京都奥多摩地方、群馬県、栃木県、茨城県、長野県佐久地域などの地方に伝わっている。多摩を除く東京には伝承が見られないが、これはオサキが戸田川を渡れないため、または関東八州のキツネの親分である王子稲荷神社があるためにオサキが江戸に入ることができないためという。
江戸時代の中期ごろから文献に登場し、管狐と同類とする説や秩父地方が起源とする説がある。
もと那須野で滅んだ九尾の狐の金毛が飛んで霊となったものであり、九尾の狐が殺生石に化けた後、源翁心昭が祟りを鎮めるために殺生石を割った際、その破片の一つが上野国（現・群馬県）に飛来し、オサキになったとの伝説もある。名称については、九尾の狐の尾から生まれたために「尾先」だといい、曲亭馬琴らによる奇談集『兎園小説』によれば、尾が二股に裂けているために「尾裂」だとあり、神の眷属を意味するミサキが語源との説もある。
オサキの外観は土地や文献によってまったく違った特徴が語られている。曲亭馬琴著『曲亭雑記』ではキツネより小さいイタチに似た獣だとあり、群馬県甘楽郡南牧村付近ではイタチとネズミ、またはフクロウとネズミの雑種のようなもの、ハツカネズミよりやや大きいものなどといい、色は斑色、橙色、茶と灰の混合色などと様々にいわれ、頭から尾まで黒い一本線がある、尾が裂けているともいい、同郡下仁田町では耳が人間の耳に似て鼻の先端だけが白い、四角い口をしているなど、様々な説がある。

## オサキモチ
オサキを持つ家をオサキモチ、オサキ屋、オサキ使いなどという。常には姿を見せず、金銀、米穀その他なんであれ心のままに他に持ち運ぶという。オサキモチを世間は避け、縁組することはなく、オサキモチどうしで縁組するという。オサキの家から嫁を迎え入れた家もオサキモチになるといわれたためであり、婚姻関係で社会的緊張の生まれる原因の一つとなることが多かった。そのため群馬県のように、オサキモチの家の前は走って通り、田畑は借りないなどの暗黙のルールが設けられたところもあったという。江戸時代の『梅翁随筆』によれば、家筋についたオサキはどんな手段を用いても家から離すことができないとある。
家ではなく個人に憑く場合もあり、憑かれた者は狐憑き同様、発熱、異常な興奮状態、精神異常、大食、奇行といった症状が現れる。また群馬県多野郡上野村ではオコジョを山オサキと呼び、よく人の後をついて走るものだが、いじめると祟りがあるという。同じく群馬県の別の村では、オサキは山オサキと里オサキに大別され、山オサキは人には憑かないが、里オサキの方は人に憑くという。